# Pallonata
La Pallonata era una manifestazione ludica medievale che si svolgeva nella città di Siena.
La pallonata veniva di regola giocata nel giorno di Santo Stefano in Piazza del Campo, ma esistono documenti che citano pallonate disputate in altre zone della città, ad esempio nella piazza antistante alla Chiesa di Sant'Agostino.
Il gioco, che non doveva essere molto diverso dal calcio storico fiorentino, si avviava, quando era disputato in Piazza del Campo, con il lancio della palla dalla sommità della Torre del Mangia. 
I contendenti erano gli stessi del Gioco dell'Elmora: gli uomini del Terzo di Città indossavano una livrea bianca, quelli di Camollia e San Martino una livrea rossa. Nelle pallonate disputate in Piazza del Campo, l'obiettivo degli uomini del Terzo di Città era quello di spedire la palla dentro la bocca del Chiasso Largo, mentre i giocatori dell'altra squadra dovevano lanciare la palla dentro la bocca del Casato di Sotto, che sono due delle strade che si diramano dalla Piazza.
Una pallonata famosa fu quella disputata durante il grande assedio ispano-mediceo del 1555, al cospetto del comandante francese Blaise de Monluc. 
Senza particolare successo vennero organizzate, per l'ultima volta, due pallonate nel 1904 e nel 1909.